# Arthur Simony

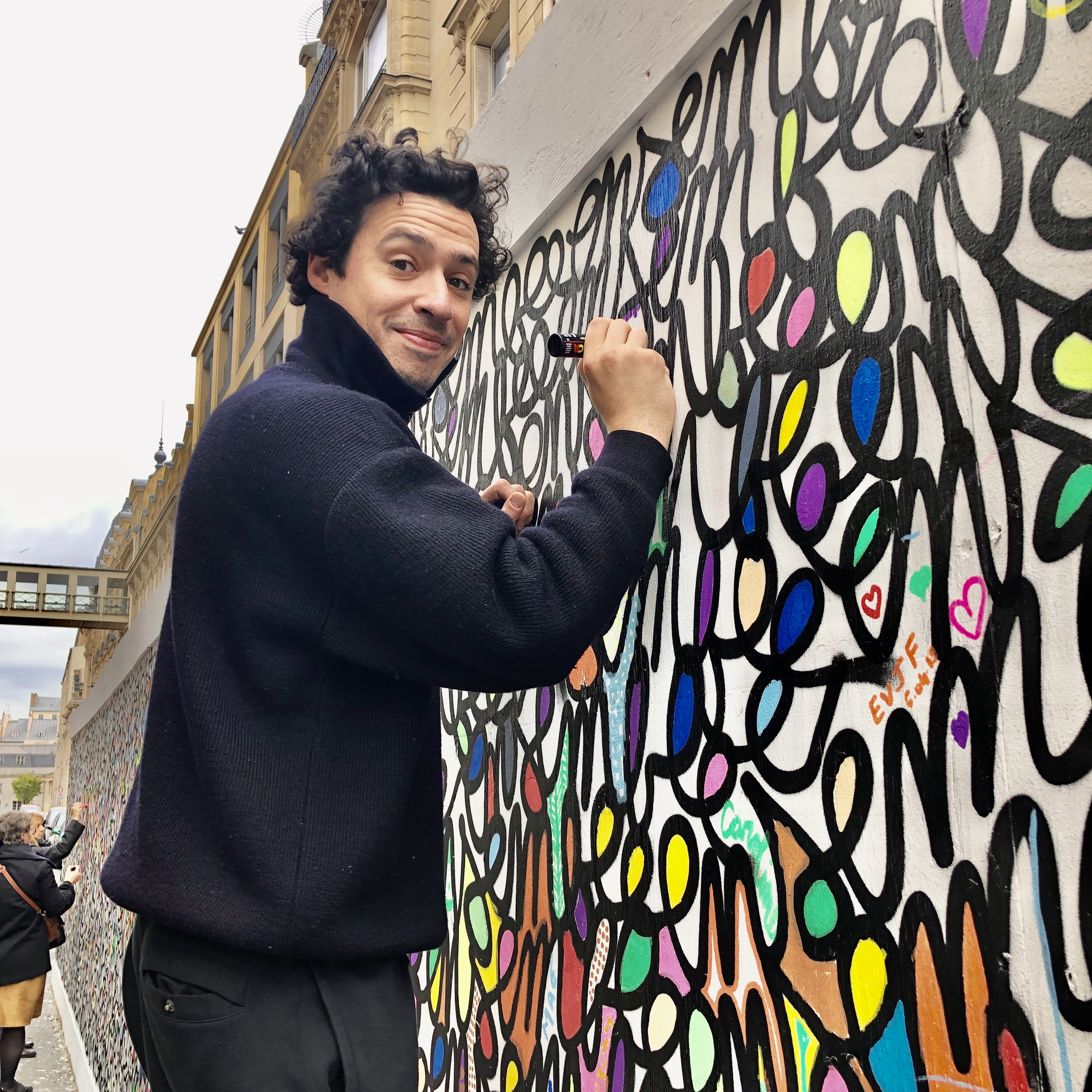
L'artiste Arthur Simony devant sa fresque Ensemble réalisée en 2019 rue de Trévise à Paris (9e arrondissement).

Arthur Simony, né à Paris le 22 février 1985, est un artiste français.

## Biographie
Arthur Simony débute comme street artist à l'âge de 16 ans en 2001 dans les rues du 10e arrondissement de Paris en dessinant "Jeanne", un personnage stylisé hommage à Jeanne Hébuterne, compagne d'Amedeo Modigliani

## Style et genre
Le style d'Arthur Simony emprunte régulièrement à la calligraphie et aux calligrammes ainsi qu'aux mantras : des mots ou phrases sont répétés comme des motifs afin de constituer une forme.
Ses œuvres ont fréquemment une dimension participative :
- la fresque sur la palissade entourant les façades éventrées par l'explosion de la rue de Trévise[4] : "Trévise Ensemble". En janvier 2022, 30 fragments de la palissade ont été mis aux enchères en photos, accompagnées de NFTs[5], au profit des associations des familles de victimes.

- pendant le confinement de 2020 en France, les internautes ont été invités à contribuer à une fresque collective colorée : #ensemblemerci[6].

## Œuvres, collaborations et expositions
- Octobre 2017 : D10 Art Space, Genève[7]
- Mars 2018 : Lampe cobra revisitée pour ses 50 ans, avec l'architecte Alfonso Femia[8]
- Avril 2019 : Journées de l'amour, Sète[9]
- Janvier 2020 : Palissade installée après l'explosion rue de Trévise[10]
- Février 2020 : Chasse au trésor d'un bouquet impérissable pour la Saint-Valentin[11]